# Campagnes de la révolte arabe
 (mars 2025).
Si vous disposez d'ouvrages ou d'articles de référence ou si vous connaissez des sites web de qualité traitant du thème abordé ici, merci de compléter l'article en donnant les références utiles à sa vérifiabilité et en les liant à la section « Notes et références ».
 (août 2024).
La mise en forme du texte ne suit pas les recommandations de Wikipédia : il faut le « wikifier ».
Les points d'amélioration suivants sont les cas les plus fréquents. Le détail des points à revoir est peut-être précisé sur la page de discussion.
- Les titres sont pré-formatés par le logiciel. Ils ne sont ni en capitales, ni en gras.
- Le texte ne doit pas être écrit en capitales (les noms de famille non plus), ni en gras, ni en italique, ni en « petit »…
- Le gras n'est utilisé que pour surligner le titre de l'article dans l'introduction, une seule fois.
- L'italique est rarement utilisé : mots en langue étrangère, titres d'œuvres, noms de bateaux, etc.
- Les citations ne sont pas en italique mais en corps de texte normal. Elles sont entourées par des guillemets français : « et ».
- Les listes à puces sont à éviter, des paragraphes rédigés étant largement préférés. Les tableaux sont à réserver à la présentation de données structurées (résultats, etc.).
- Les appels de note de bas de page (petits chiffres en exposant, introduits par l'outil «  Source ») sont à placer entre la fin de phrase et le point final[comme ça].
- Les liens internes (vers d'autres articles de Wikipédia) sont à choisir avec parcimonie. Créez des liens vers des articles approfondissant le sujet. Les termes génériques sans rapport avec le sujet sont à éviter, ainsi que les répétitions de liens vers un même terme.
- Les liens externes sont à placer uniquement dans une section « Liens externes », à la fin de l'article. Ces liens sont à choisir avec parcimonie suivant les règles définies. Si un lien sert de source à l'article, son insertion dans le texte est à faire par les notes de bas de page.
- La présentation des références doit suivre les conventions bibliographiques. Il est recommandé d'utiliser les modèles {{Ouvrage}}, {{Chapitre}}, {{Article}}, {{Lien web}} et/ou {{Bibliographie}}. Le mode d'édition visuel peut mettre en forme automatiquement les références.
- Insérer une infobox (cadre d'informations à droite) n'est pas obligatoire pour parachever la mise en page.

Pour une aide détaillée, merci de consulter Aide:Wikification.
Si vous pensez que ces points ont été résolus, vous pouvez retirer ce bandeau et améliorer la mise en forme d'un autre article.
La révolte arabe déclenchée par le chérif Hussein ben Ali et concernant les actions de l'armée arabe comprend une série de campagnes militaires, dès 1916, dont le point de départ est la ville de La Mecque,.
Voici une liste de ces campagnes :
- La bataille de La Mecque commence le matin du 10 juin 1916, c'est le début de la révolte arabe. Elle se termine avec la prise de cette ville sainte par les forces de Hussein ben Ali[3].
- Djeddah est prise le 9 juin par 4 000 hommes des forces arabes[3].
- Le siège de Médine commence au milieu de 1916 et se poursuit jusqu'au 9 janvier 1919.
- Taif est remise aux forces hachémites le 23 septembre 1916.
- Al Lith est occupée par les forces arabes le 23 juin.
- Yanbu est capturée le 27 juillet.
- Qunfudah est capturée le 10 octobre.
- Wejh, la ville portuaire est capturée à la mi-janvier 1917 sans grande difficulté. Seuls 200 soldats ottomans s'y trouvaient.
- Aqaba tombe aux mains des forces arabes le 6 juillet 1917 grâce à l'intervention de Aouda Abou Tayi ; voir Bataille d'Aqaba.
- La bataille de Wadi Moussa a lieu le 23 octobre 1917, lorsque l'armée ottomane est envoyée pour faire face à l'armée hachémite campée à Wadi Moussa. Avant que l'unité ottomane n'atteigne Wadi Musa, elle est interceptée par 700 soldats arabes sous le commandement de Mawlud Mukhlis. Quatre cents Ottomans sont tués et 300 sont capturés.
- La bataille d'Al-Samna est une défaite pour l'armée arabe. Al-Samna est situé près de Ma'an. La bataille a lieu les 25 et 26 avril 1918.
- Damas est capturée par les forces britanniques et arabes le 1er octobre 1918, c'est la fin de la révolte arabe ; voir Bataille de Damas.
- Bataille d'Alep (1918), fin octobre 1918